# 木村喜代治
木村 喜代治（きむら きよじ、木村喜代司とも）は、大相撲の行司の名跡の一つ。江戸期から昭和戦前にかけて7人が名乗ったが、1936年以降襲名されていない。
- 初代 後の9代・10代木村庄之助。襲名期間は寛政5年11月 - 寛政11年11月。
- 2代 襲名期間は文化5年10月 - 文化14年正月。
- 3代 最高位は3人目。襲名期間は文政2年11月 - 天保5年11月。
- 4代 後の14代木村庄之助。襲名期間は弘化3年3月 - 文久2年11月。
- 5代 最高位は6人目。襲名期間は明治13年5月 - 明治24年1月。
- 6代 最高位は幕下格。襲名期間は明治43年1月。
- 7代 最高位は十両格。襲名期間は昭和11年1月。